# Harold Phelps Gardham
Harold Phelps Gardham, britanski general, * 8. oktober 1895, † 27. februar 1980.